# 광주 수도사 목조보살좌상
광주 수도사 목조보살좌상은 대한민국 경기도 광주시 도척면, 수도사에 있는 불상이다. 2016년 7월 22일 경기도의 유형문화재 제308호로 지정되었다.

## 개요
대한불교조계종 직할교구 본사인 조계사의 말사이다. 1859년(조선 철종 10) 영안부원군 김조순의 아들 김좌근이 창건하였다. 김좌근은 당시 영의정으로 순조의 비인 순원왕후의 오빠였으며, 외척관계를 이용하여 안동 김씨의 세도정치를 펼친 바 있다. 자세한 사찰 연혁은 전하지 않는다. 1943년에 진허가 법당을 새로 짓고 큰방을 중수하였다. 건물로는 대웅전과 요사채가 있으며, 유물로는 조선 후기 때 조성된 목조 석가삼존불 좌상이 있다. 조성발원문을 근거로 1602년에서 1611년 사이에 제작된 점이 확인되어 17세기 초반 기년명 보살상으로. 조선시대 불교조각사 연구에 절대 기준 작으로 활용할 수 있는 유물이다.

## 지정 이유
조성발원문을 근거로 1602년에서 1611년 사이에 제작된 점이 확인되어 17세기 초반 기년명 보살상으로. 조선시대 불교조각사 연구에 절대 기준 작으로 활용할 수 있는 유물이다.

## 참고 자료
- 광주 수도사 목조보살좌상 - 국가유산청 국가유산포털